# Hovamyia subarmillata
Hovamyia subarmillata är en tvåvingeart som beskrevs av Alexander 1979. Hovamyia subarmillata ingår i släktet Hovamyia och familjen småharkrankar.
Artens utbredningsområde är Komorerna. Inga underarter finns listade i Catalogue of Life.